# Thomas Lethbridge (2e baronnet)
 (mars 2020).
Pour les articles homonymes, voir Lethbridge (homonymie).
Thomas Buckler Lethbridge, 2e baronnet (1778-1849) de Sandhill Park et de Royal Crescent, à Bath, tous deux dans le Somerset, est un homme politique et un soldat anglais.

## Famille

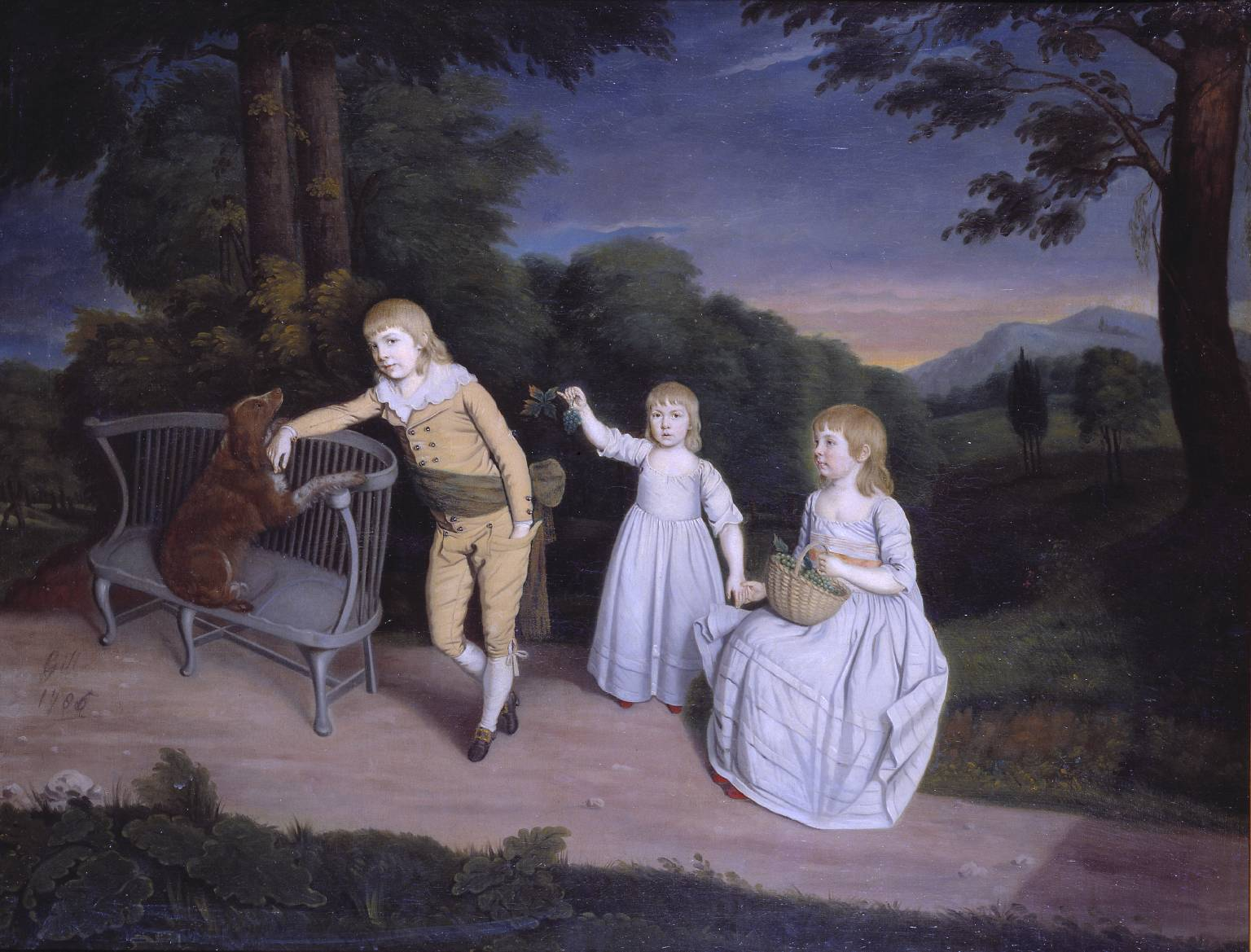
Thomas Lethbridge enfant, avec ses sœurs Dorothea et Frances Maria, 1785 portrait de Charles Gill, Tate Gallery

Il est né en 1778, fils et héritier de John Lethbridge (1er baronnet) (en) (décédé en 1815) de Sandhill Park, dont le titre est créé en 1804 pour son aide au paiement des dettes de jeu du prince régent. Il est déshérité par son père, mais ils se sont ensuite réconciliés, mais le testament est détruit peu de temps avant la mort de son père en 1815. Sa mère Dorothy est décédée en 1831. Sa sœur Dorothea Lethbridge épouse en 1800 Henry Powell Collins, député de Taunton et Frances Lethbridge, épouse en 1804 Charles Henry Rich, 2e baronnet. Sa demi-sœur illégitime, Claire Clairmont, est la mère de la fille de Lord Byron, Allegra.

## Carrière
Il fait ses études à Oxford. En mai 1806, il devient l'un des deux députés du Somerset. En tant qu'écuyer rural, il est un ardent défenseur des Corn Laws dans leurs dernières années avant l'abrogation. Considéré comme un grand conservateur, il démissionne de son siège en 1830, deux ans avant la réforme parlementaire de 1832.

### Banque, finance et commerce
Il est le principal fondateur de la West Somerset Savings Bank à Taunton, le 6 septembre 1817. En 1821, la banque a des dépôts de près de 90 000 £, avec plus de 2 500 déposants. Même s'il est considéré comme un banquier fiable, Lethbridge perd beaucoup sur ses propres investissements. Il s'agissait notamment de canaux spéculatifs qui sont restés non construits, de longs chemins de fer au-delà des limites pratiques de la technologie locale et des entreprises de l'industrie du fer. En 1840, il est pratiquement en faillite.

### L'industrie du fer
L'implication de Lethbridge avec l'industrie sidérurgique du sud du Pays de Galles, de l'autre côté du canal de Bristol depuis le Somerset, commence en 1825 quand il investit dans la ferronnerie Pentwyn des frères Hunt, à Abersychan, près de Pontypool. En 1836, il est un actionnaire principal de la toute nouvelle société Monmouthshire du fer et du charbon sur la greenfield sud du site « Victoria » de Ebbw Vale. Malgré son nom, cette entreprise est basée à Bath et attire la plupart de ses abonnés du Somerset, du Dorset et du Wiltshire. Les forges ont bien progressé dans un premier temps et en 1838 ont produit 692 tonnes de fer en barres. L'année 1839 a entraîné un effondrement du prix du fer qui a provoqué de nombreuses faillites. En novembre, cela a été aggravé par la hausse de Newport, encouragée par les maîtres de forge et la réduction des salaires pour économiser de l'argent. En 1840, Lethbridge est effectivement en faillite et cherche d'autres moyens de gagner de l'argent, se tournant vers ses propriétés du Somerset.

### Extraction de minerai de fer
L'extraction de minerai de fer sur le domaine de Lethbridge est établie depuis longtemps, quoique à une échelle minuscule. Un certain nombre d'éraflures peu profondes dans le sol existaient depuis des temps immémoriaux ; ceux-ci étaient connus comme les travaux «romains», bien qu'ils soient plus probablement médiévaux. Lethbridge joue un rôle majeur dans la Brendon Hills Iron Ore Company et le West Somerset Mineral Railway.

## Mariages et descendance
Lethbridge se marie deux fois: 
- Tout d'abord, en 1796, avec Jacintha Catherine Hesketh (décédée en 1801), membre de la famille Hesketh de Rufford Hall dans le Lancashire, avec qui il a deux enfants, un fils et une fille: 
  - John Hesketh Lethbridge, 3e baronnet, fils aîné et héritier, qui en 1817 épouse Harriet Rebecca Mytton, une fille de John Mytton[3].
  - Jacinta ("Jessy") Dorothea Lethbridge, qui en 1818 épouse Ambrose Goddard (1779–1854), député de Swindon dans le Wiltshire, et est la mère d'Ambrose Lethbridge Goddard et d'Emma Caroline Goddard qui épouse Greville Phillimore[4],[5],[6]
- En secondes noces, en 1803, il épouse Anne Goddard, une fille d'Ambrose Goddard, de Swindon dans le Wiltshire, avec laquelle il a deux fils et quatre filles: 
  - Ambrose Goddard Lethbridge (décédé en 1875), avocat et membre du All Souls College d'Oxford
  - Thomas Prowse Lethbridge, qui en 1834 épouse Isabella Escott, une fille du révérend Thomas Sweet Escott de Hartrow
  - Anna Maria Lethbridge
  - Lucy Sarah Lethbridge, qui en 1831 épouse Hugh Fitzroy, fils du révérend Lord Henry Fitzroy.
  - Emma Dorothea Lethbridge, qui en 1826 épouse Sir Francis Dugdale Astley, 2e baronnet  fils de Sir John Astley, 1er baronnet, député [7]
  - Frances Margaret Lethbridge.

## Décès et succession
Il est décédé en 1849. Une nécrologie note la mort de Thomas Buckler Lethbridge, le décrivant comme un membre éminent de la Chambre des communes du côté conservateur. Il est remplacé par son fils aîné, Sir John Hesketh Lethbridge, 3e baronnet.